# Morpho semiperseus
Morpho semiperseus är en fjärilsart som beskrevs av Le Moult 1926. Morpho semiperseus ingår i släktet Morpho och familjen praktfjärilar. Inga underarter finns listade i Catalogue of Life.